# Wladimir Iwanowitsch Bauman
Wladimir Iwanowitsch Bauman (russisch Владимир Иванович Бауман; * 9. Apriljul. / 21. April 1867greg. in Menselinsk; † 15. März 1923 in Petrograd) war ein russischer Geologe, Markscheider und Hochschullehrer.

## Leben
Bauman absolvierte das Gymnasium in Kasan und studierte dann am St. Petersburger Bergbau-Institut mit Abschluss 1890. Dann unterrichtete er an der Gewerbeschule Krasnoufimsk. 1895 wurde er Assistent am Lehrstuhl für Bergbau und Markscheidekunst des Bergbau-Instituts. 1896 wurde er nach Deutschland zum Studium des dortigen Bergbaus geschickt.
1899 nach Verteidigung seiner Dissertation wurde Bauman Professor des Lehrstuhls für Markscheidekunst des Bergbau-Instituts. Gleichzeitig lehrte er Mathematik an St. Petersburger Bildungseinrichtungen. Auf Baumans Initiative wurde die 1. Konferenz der Markscheider Südrusslands 1909 in Charkow abgehalten und dann die 1. Allrussische Konferenz der Markscheider 1913. 1909–1913 leitete Bauman die Triangulation des Donezbeckens. Dabei wurde das Bauman-Koordinatensystem benutzt, das später allgemein verwendet wurde. Er entwickelte eine geometrische Klassifikation der Gesteinsverschiebungen. Er führte neue Regeln zur Bestimmung der Bodenschätze ein (Bauman-Isohypsenmethode und Bauman-Formel) und verbesserte magnetometrische Explorationsmethoden für magnetische Erze.
Nach der Oktoberrevolution war Bauman 1918–1920 ordentlicher Professor des Lehrstuhls für Geodäsie und Markscheidekunst der Polytechnischen Universität Tomsk. Auf seine Initiative wurde 1921 die 2. Konferenz der Markscheider abgehalten. Bauman war Mitglied des Rates für Wissenschaft und Technik bei der Bergbau-Abteilung des Obersten Volkswirtschaftsrats der UdSSR.
Bauman starb nach schwerer Krankheit und wurde in Petrograd auf dem Smolensker Friedhof auf dem Feld des Bergbau-Instituts begraben.
1930 gründete Dmitri Iwanowitsch Muschketow am Bergbau-Institut das Bauman-Institut für Angewandte Geophysik.